# Pacatià
Tiberi Claudi Marí Pacatià, més conegut amb el nom de Pacatià o Pacacià (en llatí Tiberius Claudius Marinus Pacatianus o potser Marius Pacatianus, o Marcius Pacatianus), va ser un usurpador del tron imperial romà a la zona del Danubi en els temps de Felip l'Àrab, l'any 248 aproximadament.
Ens és conegut per restes numismàtiques i per les mencions que en fan Zòsim i Joan Zonaràs, els quals ens diuen que va ser oficial en una de les legions destinades al Danubi. Segons Zòsim, les revoltes de Pacatià a Moesia (es creu que probablement ell arribà a controlar Viminàcium) i de Jotapià a Síria van provocar que Felip oferís al Senat la seva dimissió, però el senador Deci (el qual va ser enviat per Felip per a acabar amb la revolta) digué que Pacatià seria assassinat pels seus homes abans que ell arribés. Es creu que molt probablement va ser així perquè Deci no va tenirt cap mena de problema per a acabar amb la revolta.
La major part de les seves monedes s'han trobat a Àustria. Es conserva almenys una moneda amb la inscripció ΘΕΩ. ΜΑΡΙΝΩ i el nom P. Carvilius Marinus (Publi Carvili Marí). Molt probablement és la mateixa persona que Tiberi Claudi Marí Pacatià que apareix a altres monedes (inscripció Ti. Cl. Mar. Pacatianus).
Un Pacatià va ser cònsol l'any 332 sota el regnat de Constantí I el Gran, però en tot cas seria un descendent d'aquest Pacatià.